# Юва (село)
Юва (мар. Маска Соган) — село в Красноуфимском округе Свердловской области. Входит в состав Ювинского сельского совета.

## География
Населённый пункт расположен на истоке реки Юва в месте слияния рек Савиновка и Бродок в 22 километрах на юго-юго-восток от административного центра округа — города Красноуфимск.

### Часовой пояс
Юва как и вся Свердловская область, находится в часовой зоне МСК+2. Смещение применяемого времени относительно UTC составляет +5:00.

## Население
| 2002 | 2010  | 2021 |
| ---- | ----- | ---- |
| 1162 | ↗1236 | ↘846 |

## Улицы
Село разделено на 12 улиц (1 Мая, 8 Марта, Высокая, Карла Маркса, Ленина, Мира, Молодёжная, Октябрьская, Свободы, Советская, Фрунзе, Школьная).